# Hypsiboas cinerascens
La rana granosa (Hypsiboas cinerascens) es una especie de anfibios de la familia Hylidae.
Habita en Bolivia, Brasil, Colombia, Ecuador, Guayana Francesa, Guayana, Perú, Surinam y Venezuela.
Sus hábitats naturales incluyen bosques tropicales o subtropicales secos y a baja altitud, pantanos tropicales o subtropicales, ríos, marismas de agua dulce, corrientes intermitentes de agua, jardines rurales y zonas previamente boscosas ahora muy degradadas.